# Luis Quiñones García
Luis Enrique Quiñones García (Cali, Valle del Cauca, 26 de junio de 1991) es un futbolista colombiano. Juega como centrocampista ofensivo y su equipo es Club de Fútbol Pachuca de la Primera División de México.

## Trayectoria

### Patriotas Boyacá
Luego de estar un tiempo a prueba en las inferiores del Patriotas Boyacá, se produjo su debut con el primer equipo en el 2012, siendo parte de un equipo alterno y con la mayoría de sus participaciones en la Copa Colombia.
Debutaría en el fútbol profesional el 3 de febrero de 2012 en la victoria por la mínima como visitantes sobre el Cúcuta Deportivo por la Categoría Primera A. El 11 de abril marca el primer gol de su carrera en la victoria 3 a 2 sobre el Boyacá Chicó por la Copa Colombia.

### Águilas Doradas Rionegro
En diciembre se confirmó su pase en Águilas Doradas Rionegro donde en el 2013 se volvería figura del club junto con Yessi Mena al punto en el que durante el mes de junio se había acordado su traspaso a Jaguares de Chiapas de la Primera División de México, aunque por diferencias salariales del club mexicano con Quiñones, no se concretó su traspaso a México, fue figura del Itagüí el mismo año, cuando el equipo alcanzó los cuartos de final en la Copa Sudamericana 2013, además marcó 2 goles; uno en los octavos de final en el partido de vuelta (jugando solo 15 minutos en ese encuentro).
Su debut en el club se produjo el 9 de febrero de 2013 en el empate aun gol contra el Atlético Huila. Su primer gol lo anota el 19 del mismo mes en la goleada 4 por 0 sobre el Santa Fe. El 24 de marzo le da la victoria a su club en el 3-2 sobre Deportes Tolima. El 19 de abril vuelve  anotar el gol de la victoria esta vez como visitantes en el 1-2 contra Millonarios, lo mismo volvería hacer el 20 de junio esta vez en el 1-2 en Medellín contra Atlético Nacional. El 7 de agosto de 2013 debuta en el ámbito internacional en la victoria 3 a 2 en Perú sobre el Juan Aurich por la Copa Sudamericana.
Su primer doblete lo hace el 20 de septiembre en la goleada 4 a 0 sobre el Junior. El 24 de octubre anota su primer doblete en la Copa Sudamericana 2013 en la victoria 2 a 1 contra el Coritiba de Brasil. Su último partido con el club lo juega el 7 de noviembre en la victoria por la mínima frente a Libertad de Paraguay.
A finales de 2013 se especuló con que el y su compañero Yessi Mena fueran al Junior para la temporada 2014, aunque por problemas en lo económico la operación se cayó. Luego de unos días la operación volvió a retomarse y se completó el traspaso de Quiñones y Mena al Junior, no obstante por una lesión en la rodilla de Mena (una protuberancia que tenía 6 años atrás), la operación volvió a caerse después de que ambos se hubiesen entrenado con el Junior. 
A finales de enero de 2014, Quiñones pasó definitivamente al Junior junto a Jorge Aguirre (en reemplazo de Mena). En su primer partido oficial con el club el 25 de enero logra anotar en la victoria 3 a 2 como visitantes frente al Atlético Huila. El 16 de febrero marca el gol de la victoria sobre Patriotas Boyacá. El 20 de abril vuelve a marca en el 2-1 sobre Santa Fe.
El 2 de julio marca en el 3 a 2 por Copa Colombia ante el Valledupar F. C. y marca el gol de la victoria 4 a 3 sobre el Atlético Huila el 3 de septiembre.

### Independiente Santa Fe
En el 2015 jugó para el Independiente Santa Fe, club que decidió darle la oportunidad futbolística con el cual iba a disputar la Copa Libertadores 2015. El 24 de enero debuta por la Superliga de Colombia en la derrota 2-1 con Atlético Nacional en Medellín. En el partido de vuelta ganarían 2 a 0, por lo que serían los campeones de dicho torneo.
El 1 de febrero anota su primer gol con los Cardenales en el empate a dos goles frente a La Equidad. El 14 de febrero marca el gol de la victoria como visitantes sobre Alianza Petrolera y tres días después debuta en la Copa Libertadores en la histórica victoria por la mínima contra el Atlas en México. Fue licenciado en abril de 2015, y con solo 2 goles marcados, se marchó de la institución capitalina.
En el mes de junio de 2015 con la llegada del nuevo director técnico, el señor Gerardo Pelusso, este y el presidente César Pastrana deciden darle una nueva oportunidad al jugador y ordenan que el jugador continue con el equipo en el segundo semestre del año para los partidos de Liga, Copa Colombia y Copa Sudamericana. A pesar de esta segunda oportunidad, el jugador es despedido por segunda y definitiva vez del equipo bogotano. Tras la llegada a Bogotá luego del juego ante Sportivo Luqueño en la ciudad de Luque en Paraguay, se dispuso a ingerir bebidas alcohólicas y no volvió a la disciplina del club. Su último gol en el club lo hizo el 15 de octubre por Copa Colombia en el 3 a 1 sobre el Once Caldas.

### Club Universidad Nacional
El 18 de diciembre de 2015 se anuncia su llegada a la UNAM, a préstamo de Tigres UANL. Se convirtió en el primer colombiano en jugar para la Universidad cuando debutó contra el Toluca en la Jornada 3 del Clausura 2016 el 17 de enero. Marcaría sus primeros dos goles el 13 de febrero en la victoria como visitantes 3 a 2 sobre Dorados de Sinaloa.
El 1 de marzo anota su primer gol por la Copa Libertadores 2016 en la fase de grupos, en la victoria 2 a 0 en su visita al Olimpia. Vuelve a marcar por la Copa Libertadores el 13 de abril en el histórico triunfo 2-3 en casa de Emelec. Llegarían hasta los cuartos de final del certamen, donde quedarían eliminados como locales por penales con el sorpresivo Independiente del Valle de Ecuador tras un 3 a 3 en el global, quienes serían posteriormente los subcampeones del torneo.

### Tigres de la UANL
El 8 de junio sería confirmado su regreso a los Tigres UANL tras su cesión. Su debut sería el 17 de julio en el empate a cero goles frente a Santos Laguna. Su primer gol lo marcaría el 18 de octubre en la victoria 3 a 0 sobre el Herediano por la Concacaf Liga Campeones. Volvería a marcar hasta el 17 de febrero en la victoria de su club 3 por 0 en su visita a los Veracruz, esta vez por la liga.

### Lobos de la BUAP
El 7 de junio es confirmada su cesión a los recién ascendidos Lobos BUAP de la Primera División de México. En su debut el 22 de julio marca gol para el empate a dos goles frente a Santos Laguna por la primera fecha de la Liga. El 27 de septiembre sería despedido del club por seguidos actos de indisciplina durante una lesión que lo tenía varias semanas  de baja.

### Deportivo Toluca
El 13 de diciembre es confirmado como nuevo jugador del Deportivo Toluca de la Primera División de México cedido por un año con opción de compra. En su debut el 10 de enero marca gol en el empate a dos goles frente a Mineros de Zacatecas por la Copa de México. El 31 de marzo le da la victoria su club marcando los dos goles en el 2 a 1 como visitantes frente a su exequipo Lobos BUAP saliendo como la figura del partido.
Si primer gol del Torneo Apertura lo marca el 14 de septiembre en la victoria 2 por 0 como visitantes sobre los Tiburones Rojos de Veracruz.

### Tigres de la UANL (2.ª etapa)
El 1 de enero de 2019 se confirma su regreso a los Tigres UANL tras estar cedido. Su primer gol con el club lo hace el 27 de enero para darle la victoria por la mínima a su club ante su exequipo el Deportivo Toluca siendo criticado por su celebración.
El 24 de agosto marca su primer gol de la temporada 2019-20 marcando el empate aun gol frente a Club América.

## Selección nacional
Sus destacadas participaciones con el cuadro universitario hicieron que el DT de la selección colombiana, José Néstor Pékerman, lo considerara para los partidos de las eliminatorias mundialistas en marzo del 2017 contra las selecciones de Bolivia y de Ecuador.
Su debut sería el 23 de marzo en ese mismo partido donde entraría a los 35 minutos del partido por la lesión de Luis Muriel en el que le ganan por la mínima a Bolivia.

### Participaciones en Eliminatorias al Mundial
| Eliminatorias                 | Resultado | Partidos | Goles |
| ----------------------------- | --------- | -------- | ----- |
| Eliminatorias Mundial de 2018 | 4° lugar  | 1        | 0     |

## Estadísticas
| Club | Div           | Temporada     | Liga  | Liga  | Liga   | Copas nacionales(1) | Copas nacionales(1) | Copas nacionales(1) | Torneos internacionales(2) | Torneos internacionales(2) | Torneos internacionales(2) | Total | Total | Total  | Media goleadora(3) |
| Club | Div           | Temporada     | Part. | Goles | Asist. | Part.               | Goles               | Asist.              | Part.                      | Goles                      | Asist.                     | Part. | Goles | Asist. | Media goleadora(3) |
| --- | ------------- | ------------- | ----- | ----- | ------ | ------------------- | ------------------- | ------------------- | -------------------------- | -------------------------- | -------------------------- | ----- | ----- | ------ | ------------------ |
| Patriotas Boyacá · Colombia | 1.ª           | 2012          | 3     | 0     | 0      | 9                   | 2                   | 0                   | -                          | -                          | -                          | 12    | 2     | 0      | 0,17               |
| Patriotas Boyacá · Colombia | Total club    | Total club    | 3     | 0     | 0      | 9                   | 2                   | 0                   | 0                          | 0                          | 0                          | 12    | 2     | 0      | 0,17               |
| Águilas Doradas · Colombia | 1.ª           | 2013          | 35    | 10    | 4      | 2                   | 0                   | 0                   | 8                          | 2                          | 2                          | 45    | 12    | 6      | 0,27               |
| Águilas Doradas · Colombia | Total club    | Total club    | 35    | 10    | 4      | 2                   | 0                   | 0                   | 8                          | 2                          | 2                          | 45    | 12    | 6      | 0,27               |
| Junior · Colombia | 1.ª           | 2014          | 26    | 4     | 2      | 7                   | 4                   | 0                   | -                          | -                          | -                          | 33    | 8     | 2      | 0,26               |
| Junior · Colombia | Total club    | Total club    | 26    | 4     | 2      | 7                   | 4                   | 0                   | 0                          | 0                          | 0                          | 33    | 8     | 2      | 0,26               |
| Santa Fe · Colombia | 1.ª           | 2015          | 22    | 3     | 4      | 7                   | 2                   | 0                   | 12                         | 0                          | 1                          | 41    | 5     | 5      | 0,12               |
| Santa Fe · Colombia | Total club    | Total club    | 22    | 3     | 4      | 7                   | 2                   | 0                   | 12                         | 0                          | 1                          | 41    | 5     | 5      | 0,12               |
| Pumas de la UNAM · México | 1.ª           | 2016          | 14    | 2     | 1      | -                   | -                   | -                   | 7                          | 2                          | 3                          | 21    | 4     | 4      | 0,19               |
| Pumas de la UNAM · México | Total club    | Total club    | 14    | 2     | 1      | 0                   | 0                   | 0                   | 7                          | 2                          | 3                          | 21    | 4     | 4      | 0,19               |
| Tigres de la UANL · México | 1.ª           | 2016/17       | 19    | 1     | 1      | 1                   | 0                   | 0                   | 7                          | 2                          | 0                          | 27    | 3     | 1      | 0,12               |
| Tigres de la UANL · México | 1.ª           | 2019          | 20    | 2     | 6      | 1                   | 0                   | 0                   | 7                          | 0                          | 2                          | 28    | 2     | 8      | 0,09               |
| Tigres de la UANL · México | 1.ª           | 2019-20       | 23    | 2     | 6      | -                   | -                   | -                   | 0                          | 0                          | 0                          | 23    | 2     | 6      | 0,0                |
| Tigres de la UANL · México | 1.ª           | 2020-21       | 31    | 2     | 9      | -                   | -                   | -                   | 7                          | 0                          | 3                          | 38    | 2     | 12     | 0,0                |
| Tigres de la UANL · México | 1.ª           | 2021-22       | 39    | 5     | 10     | -                   | -                   | -                   | 0                          | 0                          | 0                          | 39    | 5     | 10     | 0,0                |
| Tigres de la UANL · México | 1.ª           | 2022-23       | 37    | 4     | 3      | -                   | -                   | -                   | 6                          | 3                          | 4                          | 43    | 7     | 7      | 0,0                |
| Tigres de la UANL · México | 1.ª           | 2023-24       | 29    | 3     |        |                     |                     |                     |                            |                            |                            |       |       |        |                    |
| Tigres de la UANL · México | 1.ª           | 2024-25       | 4     | 0     |        |                     |                     |                     |                            |                            |                            |       |       |        |                    |
| Tigres de la UANL · México | Total club    | Total club    | 202   | 19    | 35     | 2                   | 0                   | 0                   | 27                         | 5                          | 9                          | 198   | 21    | 44     | 0,07               |
| Lobos de la BUAP · México | 1.ª           | 2017          | 5     | 1     | 0      | -                   | -                   | -                   | -                          | -                          | -                          | 5     | 1     | 0      | 0,0                |
| Lobos de la BUAP · México | Total club    | Total club    | 5     | 1     | 0      | 0                   | 0                   | 0                   | 0                          | 0                          | 0                          | 5     | 1     | 0      | 0,0                |
| Toluca F. C. · México | 1.ª           | 2018          | 22    | 6     | 2      | 7                   | 1                   | 0                   | -                          | -                          | -                          | 29    | 7     | 2      | 0,24               |
| Toluca F. C. · México | 1.ª           | 2018          | 18    | 3     | 5      | 1                   | 0                   | 0                   | -                          | -                          | -                          | 19    | 3     | 5      | 0,0                |
| Toluca F. C. · México | Total club    | Total club    | 40    | 9     | 7      | 8                   | 1                   | 0                   | 0                          | 0                          | 0                          | 48    | 10    | 7      | 0,24               |
| Total carrera | Total carrera | Total carrera | 347   | 48    | 53     | 35                  | 9                   | 0                   | 54                         | 9                          | 15                         | 403   | 63    | 68     | 0,19               |
| (1) Incluye datos de la Copa Colombia (2012-2014). (2) Incluye datos de la Copa Sudamericana (2013). (3) Media de goles por encuentro. No incluye goles en partidos amistosos. |               |               |       |       |        |                     |                     |                     |                            |                            |                            |       |       |        |                    |

## Palmarés

### Títulos nacionales
| Título                | Club        | País     | Año  |
| --------------------- | ----------- | -------- | ---- |
| Superliga de Colombia | Santa Fe    | Colombia | 2015 |
| Campeón de Campeones  | Tigres UANL | México   | 2016 |
| Liga MX               | Tigres UANL | México   | 2016 |
| Liga MX               | Tigres UANL | México   | 2019 |
| Liga MX               | Tigres UANL | México   | 2023 |
| Campeón de Campeones  | Tigres UANL | México   | 2023 |

### Títulos internacionales
| Título                           | Club        | Sede    | Año  |
| -------------------------------- | ----------- | ------- | ---- |
| Liga de Campeones de la Concacaf | Tigres UANL | Orlando | 2020 |

### Distinciones individuales
| Distinción                                                | Año  |
| --------------------------------------------------------- | ---- |
| Once Ideal de la Liga de Campeones de la Concacaf         | 2019 |
| Once Ideal de la Liga de Campeones de la Concacaf         | 2020 |
| Jugador del partido del Tigres de la UANL vs Orlando City | 2024 |